# (55772) Loder
(55772) Loder (1992 YB5) – planetoida z pasa głównego asteroid okrążająca Słońce w ciągu 3,37 lat w średniej odległości 2,25 j.a. Odkryta 30 grudnia 1992 roku.